# Ensemble Plus Ultra
El Ensemble Plus Ultra es un grupo vocal e instrumental británico especializado en música renacentista. Fue fundado en el año 2001 por el director y musicólogo australiano Michael Noone y Warren Trevelyan-Jones. 

## El repertorio
El grupo se creó inicialmente con la finalidad de interpretar obras litúrgicas españolas del siglo XVI desde un criterio históricamente informado, con un uso extensivo de instrumentos acompañando a las voces. La mayor parte de sus grabaciones han sido de obras que no habían sido registradas anteriormente. 
En su primer disco, grabaron por primera vez obras inéditas de Cristóbal de Morales descubiertas por el director del grupo, Michael Noone, en el códice 25 de la Catedral de Toledo. Su segundo disco estuvo dedicado a Fernando de las Infantas y fue el primer disco a nivel mundial enteramente dedicado a este compositor español. En su tercer disco, también grabaron por primera vez la misa Super Flumina Babylonis de Francisco Guerrero.
Aunque la música española del Renacimiento es la base de su repertorio, también han grabado música de compositores de otras regiones, como el Cantar de los Cantares de Gioseffo Zarlino recientemente descubierto o la música incorporada en el tratado alquímico Atalanta fugiens de Michael Maier.
En 2011 grabaron 10 discos con obras sacras del compositor Tomás Luis de Victoria. Estas grabaciones formaron parte del Proyecto Tomás Luis de Victoria, que conmemoraba los 400 años de la muerte del compositor. El proyecto fue fruto de la colaboración de la Fundación Caja Madrid y el Patrimonio Nacional y los discos fueron editados por Archiv Produktion (marca de Deutsche Grammophon, a su vez parte del Universal Music Group). La colección salió al mercado el 11 de agosto de 2011 con el título de Tomás Luis de Victoria: Sacred Works (en español: Tomás Luis de Victoria: Obras sacras).

## Discografía
Las grabaciones que vienen a continuación se han ordenado por la fecha en que fueron publicadas:
- 2004 - Cristóbal de Morales: Morales en Toledo. Polifonía inédita del Códice 25 de la Catedral de Toledo. Glossa GCD 922001.
- 2004 - Fernando de las Infantas: Motetes. Almaviva DS 0140
- 2007 - Guerrero: Missa Super Flumina Babylonis. Junto con Schola Antiqua y His Majestys Sagbutts and Cornetts. Glossa GCD 922005
- 2007 - Atalanta Fugiens. Glossa GCD 001407. Publicado como parte del libro "Atalanta fugiens" de Michael Maier, Ediciones Atalanta.
- 2008 - Gioseffo Zarlino: Canticum Canticorum Salomonis. Glossa 921406.
- 2008 - William Byrd: Gradualia (1607). Musica Omnia 0302
- 2008 - Tomás Luis de Victoria 1: Pro Victoria. Archiv Produktion
- 2008 - Tomás Luis de Victoria 2: Lamentaciones de Jeremías. Archiv Produktion
- 2009 - Tomás Luis de Victoria 3: Misas y Magníficat del manuscrito toledano E-Tc 30. Archiv Produktion
- 2009 - Tomás Luis de Victoria 4: Missa de Beata Virgine (Versión toledana) y motetes para la Virgen. Archiv Produktion
- 2011 - Tomás Luis de Victoria: Sacred works. Archiv Produktion